# Johann Christoph Bach (Komponist, 1642)

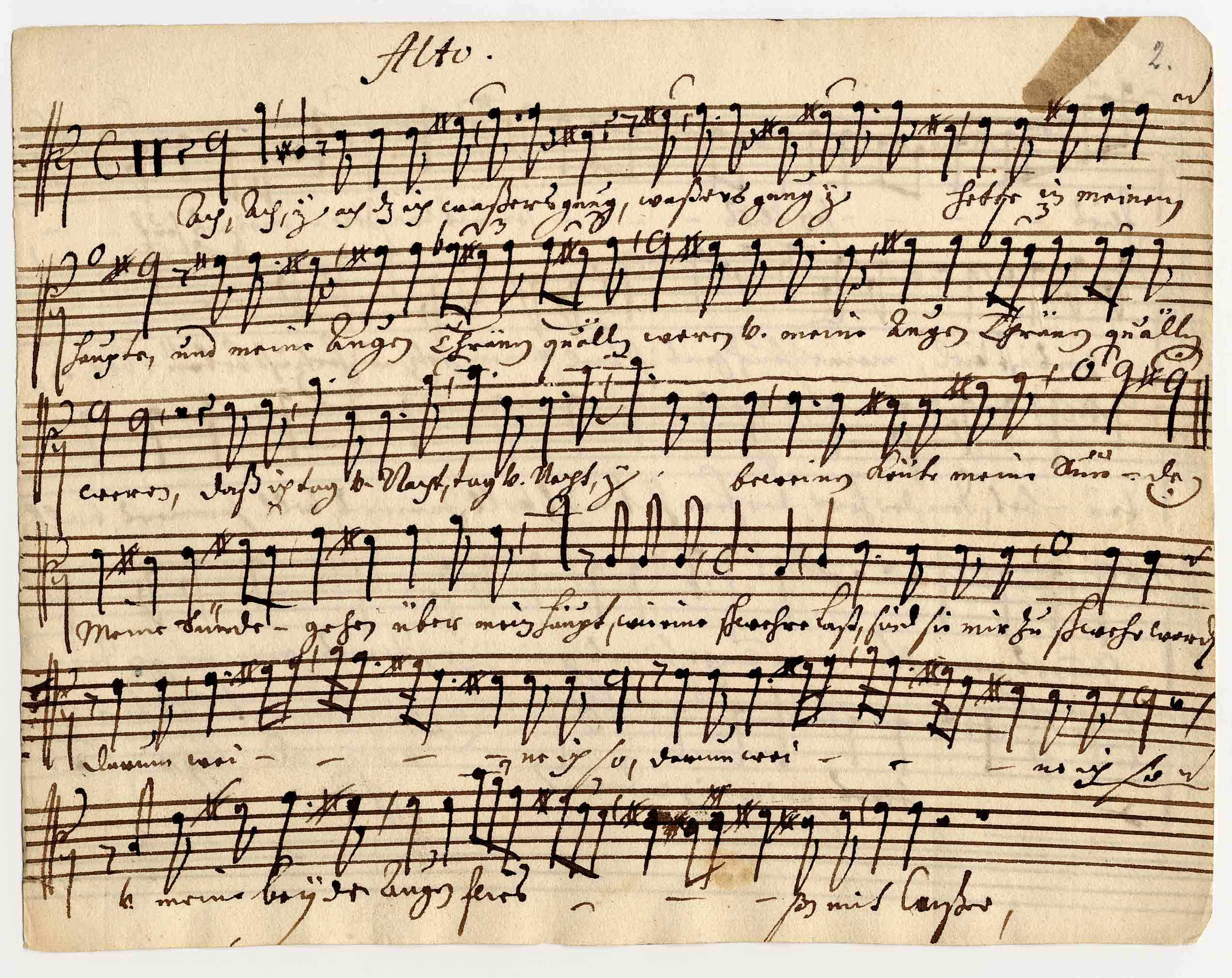
Manuskript zu Ach, dass ich Wassers, Düben-Archiv Uppsala

Johann Christoph Bach (getauft am 8. Dezemberjul. / 18. Dezember 1642greg. in Arnstadt; † 31. März 1703 in Eisenach), der älteste Sohn des Organisten Heinrich Bach, war ein deutscher Komponist. Er gilt als bedeutendster Komponist seiner Generation innerhalb der Familie Bach.

## Leben und Werk
Bach war Schüler seines Vaters und war seit 1663 Organist der Schlosskapelle Arnstadt und seit 1665 an der Georgenkirche in Eisenach, wo er daneben als Cembalist der Hofkapelle wirkte und 1700 zum Kammermusiker aufrückte. 1694 wurde er als „nothdürfftige Person“ zum Almosenvorsteheramt in Eisenach auserkoren, im gleichen Jahr bezog er eine Dienstwohnung in der sogenannten Münze.
Johann Christoph Bach I heiratete Maria Elisabetha Wedemann. Ihre Schwester Catharina Wedemann war die Mutter von Maria Barbara, der ersten Ehefrau Johann Sebastian Bachs. Johann Christoph und Maria Elisabetha Bach-Wedemann hatten 5 Kinder. Die Eltern starben beide im gleichen Jahr, 1703.
Von Johann Christoph Bach sind nur wenige Werke überliefert, die meisten im altbachischen Archiv:
- zwölf Motetten
- sieben oder acht Geistliche Konzerte, darunter das groß besetzte „Es erhub sich ein Streit im Himmel“ zum Michaelisfest
- zwei Arien
- etwa fünfzig Orgelchoräle
- Präludium und Fuge Es-Dur für Klavier manualiter
- drei Variationenwerke für Cembalo manualiter (Aria Eberliniana variata „pro dormente Camillo“ Es-Dur; Aria variata a-Moll; Sarabanda variata G-Dur)[3]

Aus seinem Werk ragen besonders die Alt-Solokantate „Ach, daß ich Wassers genug hätte“ und 15 Variationen über die „Aria Eberliniana“ (1690) heraus.
Sein Sohn Johann Friedrich Bach (1682–1730) wurde 1708 Nachfolger Johann Sebastian Bachs als Organist an der Divi-Blasii-Kirche in Mühlhausen/Thüringen.

## Diskografie
- Welt, gute Nacht, Dialoge, Arien, Lamenti und Motetten. Soli Deo Gloria, SDG 715 (harmonia mundi), CD.
- Ach, dass ich Wassers gnug hätte (Lamento), auf: Daniel Taylor, Lamento (CD), ATMA Classique 2002